# Alfa Scuti
Alfa Scuti (α Sct / HD 171443 / HR 6973) és un estel en la constel·lació de Scutum, originalment Scutum Sobiescii, l'escut de Sobieski. És la més brillant de la mateixa amb magnitud aparent +3,85. Ocasionalment rep el nom, d'origen grec, Ionnina or Ioannina (Ιωάννινα), que literalment significa «de Juan», encara que probablement el nom es refereix al disseny de «Escut dins d'un escut» del blasó de Sobieski, conegut com a disseny «Janina».
Situada a 199 anys llum de distància del Sistema Solar, Alfa Scuti és una gegant taronja de tipus espectral K3III amb una temperatura superficial de 4.280 K. És 132 vegades més lluminosa que el Sol i el seu radi és 21 vegades més gran que el radi solar.
Gira sobre si mateixa amb una velocitat de rotació projectada de 4,6 km/s.
Té una edat d'almenys 2.000 milions d'anys.
Alfa Scuti és un estel variable la lluentor del qual varia entre magnitud 3,81 i 3,87. Es desconeix el seu període d'oscil·lació —si és que en té algun— i el tipus de variable que és.